# Веньчан
Веньчан (кит. спр. 文昌市, піньїнь: Wénchāng Shì) — місто-повіт в південнокитайській провінції Хайнань.

## Географія
Веньчан лежить на висоті близько 9 метрів над рівнем моря, розташовується на північному сході провінції на узбережжі Південнокитайського моря.

### Клімат
Місто знаходиться у зоні, котра характеризується мусонним кліматом. Найтепліший місяць — липень із середньою температурою 28,5 °C. Найхолодніший місяць — січень, із середньою температурою 18,5 °С.
| Клімат Веньчана         | Клімат Веньчана | Клімат Веньчана | Клімат Веньчана | Клімат Веньчана | Клімат Веньчана | Клімат Веньчана | Клімат Веньчана | Клімат Веньчана | Клімат Веньчана | Клімат Веньчана | Клімат Веньчана | Клімат Веньчана | Клімат Веньчана |
| Показник                | Січ.            | Лют.            | Бер.            | Квіт.           | Трав.           | Черв.           | Лип.            | Серп.           | Вер.            | Жовт.           | Лист.           | Груд.           | Рік             |
| Середній максимум, °C   | 22,5            | 23,5            | 26              | 29              | 31,3            | 32,4            | 32,8            | 32,4            | 31,2            | 29,1            | 26,2            | 23,3            | 28,3            |
| Середня температура, °C | 18,5            | 19,9            | 22,3            | 25,4            | 27,3            | 28,4            | 28,5            | 28              | 27              | 25,3            | 22,3            | 19,3            | 24,4            |
| Середній мінімум, °C    | 15,6            | 17,4            | 19,9            | 23              | 24,5            | 25,5            | 25,5            | 25              | 24,1            | 22,5            | 19,5            | 16,4            | 21,6            |
| Норма опадів, мм        | 33.6            | 51.7            | 63.4            | 116.5           | 222.6           | 191.7           | 192.6           | 277.1           | 352.1           | 263.3           | 95              | 53.4            | 1913            |
| Вологість повітря, %    | 87              | 88              | 88              | 87              | 85              | 85              | 84              | 86              | 86              | 85              | 84              | 84              | 85.8            |
| ----------------------- | --------------- | --------------- | --------------- | --------------- | --------------- | --------------- | --------------- | --------------- | --------------- | --------------- | --------------- | --------------- | --------------- |
| Джерело: data.cma.cn    |                 |                 |                 |                 |                 |                 |                 |                 |                 |                 |                 |                 |                 |